# SMS Leopard
Le SMS Leopard était un croiseur de classe Panther construit par l'Autriche-Hongrie en 1885.